# Lasserre (Lot i Garonna)
Lasserre – miejscowość i gmina we Francji, w regionie Nowa Akwitania, w departamencie Lot i Garonna.
Według danych na rok 1990 gminę zamieszkiwało 86 osób, a gęstość zaludnienia wynosiła 13 osób/km² (wśród 2290 gmin Akwitanii Lasserre plasuje się na 1090. miejscu pod względem liczby ludności, natomiast pod względem powierzchni na miejscu 1309.).